# ヴィック・ファース
エヴァレット・ジョセフ・"ヴィック"・ファース（Everett Joseph "Vic" Firth、1930年6月2日 - 2015年7月26日）は、アメリカ合衆国の音楽家、ドラムスティックやマレットの製造業者であるヴィックファース（Vic Firth Company：旧名 Vic Firth, Inc.）の創業者。

## 経歴
ヴィック・ファースは、1930年6月2日にマサチューセッツ州ウィンチェスターに生まれた。父エヴァレット・E・ファース (Everett E. Firth) と母ローズマリー (Rosemary) によって、メイン州サンフォードで育てられ、当地のサンフォード高等学校を卒業した。音楽家として成功していた父の息子であった彼は、4歳からコルネットを習い始め、その後、パーカッション 、トロンボーン、クラリネット、ピアノ、編曲を学んだ。高校生の時には、プロのパーカッショニストとなっており、16歳で18人編成の楽団を率いていた。彼はヴィブラフォン、ティンパニ、ドラムスなど、様々な打楽器を演奏した。また、ボストンのニューイングランド音楽院から学士を取得し、後には名誉博士号も贈られた。
1956年から2002年にかけて、ファースはボストン交響楽団の首席ティンパニ奏者であった。1952年に打楽器奏者として指揮者のシャルル・ミュンシュに雇われたとき、ファースは楽団で最年少の団員であった。
ファースは著書をいくつか残している。1963年には『The Solo Timpanist』を書いた。スネアドラムについては、『Snare Drum Method Book I - Elementary』と『Snare Drum Method Book II - Intermediate』をそれぞれ1967年と1968年に出版している。この2冊のスネアドラム教本は、オーケストラにおけるスネアドラムのテクニックを、当時のアメリカ・ルーディメンタルドラマー協会 (National Association of Rudimental Drummers, NARD) が定めていた26のルーディメンツに従って教えるものであった。1968年には、さらに上級向けの教本『The Solo Snare Drummer』も出版した in 1968.。
2015年7月26日、ファースはマサチューセッツ州ボストンの自宅において、85歳で死去した。

## ヴィックファース・カンパニー
1963年に創業され、マサチューセッツ州ボストンに本社を置いていた同社は、世界最大のドラムスティックとマレットの製造業者と称しており、2012年以来メイン州ニューポートで生産をおこなっている。2010年に同社はアヴェディス・ジルジャン社と合併したが、当時の役員たちは、両者がそれぞれ独立に経営されると述べていた。
同社の創業は、ボストン交響楽団で12年間演奏していたファースが、当時製造されていたドラムスティックより、さらに質の高いものが必要だと感じるような楽曲の演奏を求められたことが契機であった。ファースは、自ら自分の使うドラムスティック類をデザインすることを決意した。
ファースは最初の試作品のスティックを、太めのスティックから自ら手で削り出し、そうして作ったプロトタイプをカナダのケベック州モントリオールの木材旋盤工場へ送った。このとき送られた2種類のプロトタイプは、後にSD1、SD2と称されるようになり、ヴィックファース社の最初の二つのモデルとなった。ファースによると、「必要だったから生まれたのであり、想像力とか、自分が創業できる力があるかといったことじゃなかった」という。このドラムスティックは、ファースが自分用に作らせたものであったが、彼のもとで学ぶ生徒たちの間で人気となり、遂には小売店で販売されるようになった。
2012年の時点で、同社は300点の商品を扱っており、年間に1200万本のドラムスティック類を生産している。また、同社は長く、コショウや塩用のスパイス・ミルや、（西洋式の取っ手が付いた）麺棒などを「ヴィックファース・グルメ (Vic Firth Gourmet)」というブランドで扱っていたが、そうした事業は2012年にメイン州ニューバインヤードのメイン・ウッド・コンセプツ (Maine Wood Concepts) へ売却され、同社は「フレッチャーズ・ミル (Fletchers' Mill)」とブランド名を改めて、事業を継続した。